# Œuvres de Sonia Delaunay
Cette liste recense en priorité, parmi les œuvres importantes de l'artiste, celles qui sont exposées dans des musées. Ou bien, dans le cas de collections particulières, celles qui sont le plus souvent prêtées et qui apparaissent dans les rétrospectives.

## Œuvres de Sonia Delaunay

### 1904-1912 Peintures et dessins
- Tête d'homme, 1904, fusain et craie, 29,7 × 49,5 cm collection particulière[1].
- Autoportrait, Novaka Kirka, Finlande, 1904 fusain 47 × 31 cm, collection particulière[1].
- Portrait de la tante de Sonia Delaunay, 1904, fusain et craie, 48 × 30 cm, collection particulière[1]. **Tête de Petite finlandaise (recto), Autoportrait (verso), 1904, fusain et craie sur papier gris, 34,5 × 28 cm, Centre Pompidou, Paris, donation Sonia et Charles Delaunay en 1964[2].
- Étude de nu aux bas noirs, Paris, 1904, crayon noir sur papier bistre, 31 × 24 cm, collection particulière[3].
- Tête d'homme Karlsruhe, 1905, fusain sur papier teinté, 38 × 31 cm collection particulière[1].
- Étude de jeune fille, 1905, crayon, 27,9 × 24 cm collection particulière[1].
- Jardin du Luxembourg, 1905, huile sur carton, 25 × 16 cm, collection particulière[4].
- Île Saint-Louis 1905, eau-forte à l'encre rose (format non précisé), Bibliothèque nationale de France[5]
- Île Saint-Louis, 1905, eau-forte, cinq épreuves à l'encre noir en rose, verte, vert tilleul et jaune (format non précisé)[5]
- Bord de l'eau, Finlande, 1906, huile sur toile 73 × 91,8 cm Lieu d'Art et d'Action Contemporaine, Dunkerque[6].
- Paysan finlandais, 1906, crayon Conté et craie 29 × 22 cm Centre Pompidou, Paris, donation Sonia et Charle 1964[1].
- Île Saint-Louis 1906, mine graphite, 29 × 22 cm Centre Pompidou, Paris, donation Sonia et Charle 1964[1].
- Deux fillettes finlandaises, 1907, huile sur toile, 60,5 × 79 cm, Kunsthalle d'Emden Allemagne[7].
- Portrait du peintre Kahler, 1907 huile sur toile, 44 × 55 cm, collection privée[8],[9].
- Jeune Finlandaise, 1907, huile sur toile, 80 × 64 cm, Centre Georges Pompidou[10].
- Finlandaise, 1907, huile sur toile, 41 × 24 cm, Fondation Jean et Suzanne Planque, Aix en Provence, musée Granet[6].
- Jeune fille endormie, 1907, huile sur toile-support bois 46 × 55 cm, non localisée[11].
- Jeune fille endormie, 1907, huile sur toile marouflée sur bois 46 × 55 cm, Centre Georges Pompidou[12].
- Portrait de Tchouiko, 1907, huile sur toile 53,4 × 46 cm, collection particulière[13].
- Philomène, 1907, huile sur toile, 41,3 × 33,4 cm, collection particulière[14]
- Philomène , 1907, huile sur toile, 55 × 46,5 cm, collection particulière, Suisse[8].
- Portrait de Mme Minskaya (L.N.Vilnika), (1907) huile sur toile, 55 × 46,1 cm, Museum of Avant-Garde Mastery[1].
- Finlandaise, 1907-1908, huile sur toile, 56 × 41 cm Musée d'Israël Jérusalem[15],[16].
- La Finlandaise, 1907-1908, huile sur toile, 42 × 46 cm, collection particulière[17].
- Nu jaune (1908), huile sur toile 65 × 98 cm, conservée au Musée des beaux-arts de Nantes[18]
- Nu se masquant le visage, 1908, pointe sèche (format non précisé) BNF[5].
- Nus et profils, 1908, eau-forte format non précisé, BNF
- Trois nus avec motifs décoratifs de fleurs et d'enfants, 1908, eau-forte imprimée à l'encre rose, format non précisé, BNF
- Élégantes, (projet de publicité), 1908, guache, 22,5 × 24 cm, BNF, Paris, Don Sonia Delaunay 1977[1].
- Broderie feuillage, 1909, laine sur toile 80 × 60 cm Musée national d'art moderne, Paris. Cité par Robert Delaunay dans Du cubisme à l'art abstrait[19].}voir broderie feuillage
- Nature morte, 1909, aquarelle et mine graphite sur papier collé sur carton 50 × 40 cm Centre Pompidou, Paris, donation Sonia et Charles de 1964, Paris[20].
- Portrait de Tchouiko (poète russe), 1910, eau-forte tirée en bistre, 53,4 × 46 cm Musée national d'art moderne[21], donation Charles et Sonia Delaunay. D'autres portraits du poète russe ont été peints par Sonia en 1907 et 1908 (non localisés).
- Couverture de berceau, (1911), première œuvre textile simultanée, Centre national d'art et de culture Georges-Pompidou[22] confrontée en 2003 à une œuvre de Robert Delaunay voir l'annonce
- Plateau, 1912, 6 × 40 × 33 cm, conservé au Carnegie Museum of Art, Pittsburgh, Pennsylvanie, voir le plateau
- Contrastes simultanés, 1912, aquarelle sur papier 13 × 20,8 cm, Centre national d'art et de culture Georges-Pompidou, donation Sonia et Charles Delaunay en 1964[23]
- Contrastes simultanés, 1912, huile sur toile, 46 × 55 cm, Musée Thyssen-Bornemisza, Madrid[24].
- Contrastes simultanés, 1912, huile sur toile, 46 × 55 cm, Centre Pompidou, Paris, donation Charles et Sonia Delaunay en 1964[20].

### 1913-1925
- Étude de couleurs, Paris, 1913, crayons de couleur, 13,1 × 14,7 cm, collection particulière[25].
- Étude de lumières boulevard Saint-Michel, 1913, crayons de couleur sur papier ligné, 17,2 × 21,8 cm, donation Charles et Sonia Delaunay en 1964, Centre Pompidou, Paris[1].
- Étude de lumières boulevard Saint-Michel, 1913, crayons de couleur sur papier ligné, 17 × 21,4 cm, dCollection particulière, Lyon[25].
- Projet d'affiche pour La Prose du Transsibérien et de la petite Jehanne de France'', 1913, encre et crayons de couleur, 25,3 × 19,8 cm, donation Charles et Sonia Delaunay en 1964, Centre Pompidou, Paris[26].